# Куйонон (язык)
Куйонон, или куйонский язык, — язык, распространённый на побережье провинции Палаван и на островах Куйо, Филиппины.
Несмотря на относительно малое число носителей, на язык куйонон переходят носители малой народности тагбанва.